# Milena Dravić
Milena Dravić sau Dravici (pronunțat [mîlena drǎːvitɕ]; în sârbă Милена Дравић; n. 5 octombrie 1940, Belgrad, Regatul Iugoslaviei – d. 14 octombrie 2018, Belgrad, Serbia) a fost o actriță sârbă de film, televiziune și de teatru. 

## Biografie
Născută la Belgrad, Dravić a fost implicată în artele spectacolului de la vârsta de patru ani: inițial a studiat dansul și apoi baletul clasic.
În 1959, în perioada în care era studentă, a ajuns în atenția regizorului František Čáp care a văzut-o pe tânăra de optsprezece ani pe coperta unei reviste de tineret într-o fotografie de grup a dansatorilor de balet și a decis să o întrebe dacă dorește să joace în filmul său Vrata ostaju otvorena. După ce a apărut în alte câteva filme, a decis să urmeze actoria cu normă întreagă și, în acest scop, s-a înscris cu succes la Facultatea de Arte Dramatice (Fakultet dramskih umetnosti, FDU) din cadrul Academiei de Arte din Belgrad (Univerzitet umetnosti u Beogradu). 
Talentul său i-a fost recunoscut în 1962, când a câștigat primul premiu Arena de Aur pentru cea mai bună actriță la Festivalul de Film de la Pula (echivalentul iugoslav al unui premiu Oscar) pentru rolul din filmul Prekobrojna al lui Branko Bauer. Acest premiu a determinat-o să devină prima și probabil cea mai mare vedetă feminină din Iugoslavia. A primit de cinci ori Arena de Aur pentru cea mai bună actriță în rol secundar și de două ori Arena de Aur pentru cea mai bună actriță.
Cariera Milenei Dravić a fost lungă, prolifică și versatilă. A fost memorabilă și credibilă, fie ca eroina tragică din filmele epice cu partizani despre cel de-al Doilea Război Mondial (filme sponsorizate de stat), fie ca excentrica protagonistă din filme experimente ca W.R .: Misterele organismului (1971) sau din comediile romantice. Ea a excelat ca actriță în special la sfârșitul anilor 1970 și în anii 1980. A câștigat premiul pentru cea mai bună actriță de la Cannes, în 1980, pentru rolul din filmul Poseban tretman (cu sensul de Tratament special, regia Goran Paskaljević).
Pe lângă film și televiziune, a jucat și în teatru, unde a avut aproximativ 70 de roluri. A debutat la teatrul Atelier 212, a jucat și în producții ale Teatrului Dramatic Iugoslav și Teatrului Zvezdara, ultimul său rol a fost la Teatrul Dramatic din Belgrad  
Pentru rolurile și contribuțiile la cinematografia autohtonă, a primit prestigiosul Premiu Pavle Vujisić în august 1994.
La 15 decembrie 2017 a fost onorată la Belgrad cu prestigiosul premiu Dobričin Prsten, acordat pentru întreaga sa carieră.

## Viață personală
După succesul uriaș al filmului W.R .: Misterele organismului, Milena a primit o ofertă de a poza pentru ediția americană a revistei Playboy, pe care ea, fără ezitări, a refuzat-o. Cu toate acestea, fotografiile ei au apărut încă în acea revistă, deoarece în 1965 redactorii s-au ocupat de actrițele din spatele Cortinei de Fier și i-au publicat câteva imagini. Printre acestea, a fost o poză cu Milena în cămașa unui bărbat.
Milena Dravić s-a căsătorit de trei ori. S-a căsătorit pentru prima dată cu regizorul Mladomir Purisa Djordjevic în 1960,  de care a divorțat după câțiva ani petrecuți împreună. Cea de-a doua căsătorie a fost cu regizorul Vojislav Kokan Rakonjac, cu care a fost căsătorită până la moartea lui prematură în 1969. Cel de-al treilea soț a fost proeminentul actor sârb Dragan Nikolić, cu care a fost gazda popularului program de televiziune din anii 1970 Obraz uz obraz.
Milena Dravić și Dragan Nikolić s-au cunoscut în 1969, în platoul de filmare al peliculei Horoskop. S-au căsătorit în secret, în 1972, în timpul unei pauze în timpul filmărilor la Kako su se volele dve budale. Au jucat împreună într-un număr mare de filme, precum și în multe seriale de televiziune. Nu au avut niciodată copii.
Ea a murit la 14 octombrie 2018, după o lungă luptă cu boala.

## Filmografie
- Vrata ostaju otvorena (1959) - Marija ... Petrova sestra
- Dilizansa snova (1960) - Evica
- Zajednicki stan (1960) - Ljubica
- Bolje je umeti (1960) - Jola
- The First Fires (1961) - Hajra
- Leto je krivo za sve (1961) - Natalija
- Kozara (1962) - Milja
- Prekobrojna (1962) - Ranka
- Pesceni grad (1962) - Milena
- Radopolje (1963) - Mrvica
- Destination Death (1964) - Seja
- Sluzbeni polozaj (1964) - Zora
- Lito vilovito (1964) - Mare
- Narodni poslanik (1964) - Danica
- Man is Not a Bird (1965) - Rajka
- Devojka (1965) - Devojka
- Klakson (1965) - Jana
- Covik od svita (1965) - Visnja
- The Camp Followers (1965) - Aspasia Anastasiou
- Rondo (1966) - Neda
- Do pobedata i po nea (1966) - Momata
- Looking Into the Eyes of the Sun (1966)
- Sticenik (1966) - Herself
- Zgodba ki je ni (1967) - Uciteljica
- Nemirni (1967) - Zorica
- The Morning (1967) - Aleksandra
- Dim (1967) - Devojka
- Hasanaginica (1967) - Hasanaginica
- Sirota Marija (1968) - Marija
- Sedmina (1969) - Filomena
- Zaseda (1969) - Milica
- Horoskop (1969) - Milka
- Cross Country (1969) - Jovana
- Bătălia de pe Neretva (1969) - Nada
- Biciklisti (1970) - Sara
- Touha zvaná Anada (1971) - Zuzka
- W.R.: Mysteries of the Organism (1971) - Milena
- The Role of My Family in the Revolution (1971) - Devojka
- Makedonski del od pekolot (1971) - Velika
- Ko pride lev (1972) - Mihaela
- The Battle of Sutjeska (1973) - Vera
- Pjegava djevojka (1973) - Katy
- Samrtno prolece (1973) - Veronika Djakovic
- Deps (1974) - Depsova djevojka Janja
- Acting Hamlet in the Village of Mrdusa Donja (1974) - Andja / Ofelija
- Strah (1974) - Karolina
- Pavle Pavlovic (1975) - Adela
- Povratak otpisanih (1976) - Lula Mitricevic
- Group Portrait with a Lady (1977) - Schwester Klementine
- Ljubavni zivot Budimira Trajkovica (1977) - Lepa Trajkovic
- Tamo i natrag (1978) - Rada Jovanovic
- Kvar (1978) - Sasina ljubavnica
- Trener (1978) - Petrova bivsa zena
- Povratak (1979) - Roza
- Special Treatment (1980) - Kaca
- Osam kila srece (1980)
- Rad na odredjeno vreme (1980) - Svetlana
- Snovi, zivot, smrt Filipa Filipovica (1980)
- Sesta brzina (1981) - Gvozdenka
- Laf u srcu (1981) - Savina zena
- Nedeljni rucak (1982) - Sofija Arandjelovic
- Moj tata na odredjeno vreme (1982) - Svetlana
- Covek sa cetiri noge (1983) - Nada Jovanovic
- Secerna vodica (1983) - Ana
- Una (1984) - Miselova zena
- Horvat’s Choice (1985) - Marijana Margitic
- Nije lako sa muskarcima (1985) - Gordana Diklic
- Anticasanova (1985) - Asja
- Na istarski nacin (1985)
- Osveta (1986) - Nada Pekar
- Razvod na odredjeno vreme (1986) - Svetlana Milanovic
- Lijepe zene prolaze kroz grad (1986) - Rahela
- Dogodilo se na danasnji dan (1987) - Nastavnica
- Cavka (1988) - Nastavnica
- The Dark Side of the Sun (1988) - mamă
- Spijun na stiklama (1988) - Livadinka Kukuric
- Najbolji (1989) - Ninkova majka
- Battle of Kosovo (1989) - Velislava
- Cudna noc (1990)
- Sekula se opet zeni (1991) - Sojka
- Policajac sa Petlovog brda (1992) - Vera
- Treca sreca (1995) - Prorocica Antilopa
- Three Summer Days (1997) - Kaja
- Cabaret Balkan (1998) - femeie din autobuz
- Sky Hook (2000) - Danka
- Normalni ljudi (2001) - Tomina tetka
- Boomerang (2001) - Gospodja Jeftic
- Zona Zamfirova (2002) - Tasana
- Ledina (2003) - Zorica
- Sjaj u ocima (2003) - Vlasnica agencije
- Lost and Found (2005) - Vera (segment "Fabulous Vera")
- Agi i Ema (2007) - Ema
- Crazy, Confused, Normal (2007–2015, serial TV) - Spomenka Vihorec
- Love and Other Crimes (2008) - Majka
- Sfântul Gheorghe împușcă balaurul (2009) - Tetka Slavka
- Selo gori, a baba se češlja (2009, serial TV) - Direktorka banke